# Den osmi miliard
Den osmi miliard, tj. 15. listopad 2022, byl Organizací spojených národů označen jako přibližný den, během něhož světová populace dosáhla osmi miliard lidí.
Generální tajemník OSN António Guterres označil tento milník za událost, při které by měli všichni lidé „oslavit svou rozmanitost, uvědomit si svou vzájemnost a ocenit pokroky ve zdravotnictví“ a zároveň přemýšlet o „svém chování k planetě Zemi a k ostatním lidem.“
Datum bylo zvoleno na základě výzkumu United Nations Department of Economic and Social Affairs (UN DESA).

## Pozadí
Růst světové populace na osm miliard lidí v roce 2022 (z pěti miliard v roce 1987, šesti miliard v roce 1999 a sedmi miliard v roce 2011) je způsoben pokroky v boji proti chudobě a v globálním zlepšení péče o lidské zdraví. Celosvětové procentuální snížení kojenecké a mateřské mortality vedlo k dramatickému nárůstu průměrné délky života a k navýšení světové populace.
Dle vyjádření výkonné ředitelky Populačního fondu OSN (UNFPA) Natalie Kanemové během Světového dne populace v roce 2022 se jedná o úspěch: „Žijeme ve světě, kde je navzdory všem problémům vyšší podíl vzdělaných a zdravějších lidí než kdykoli v historii.“

## Názory

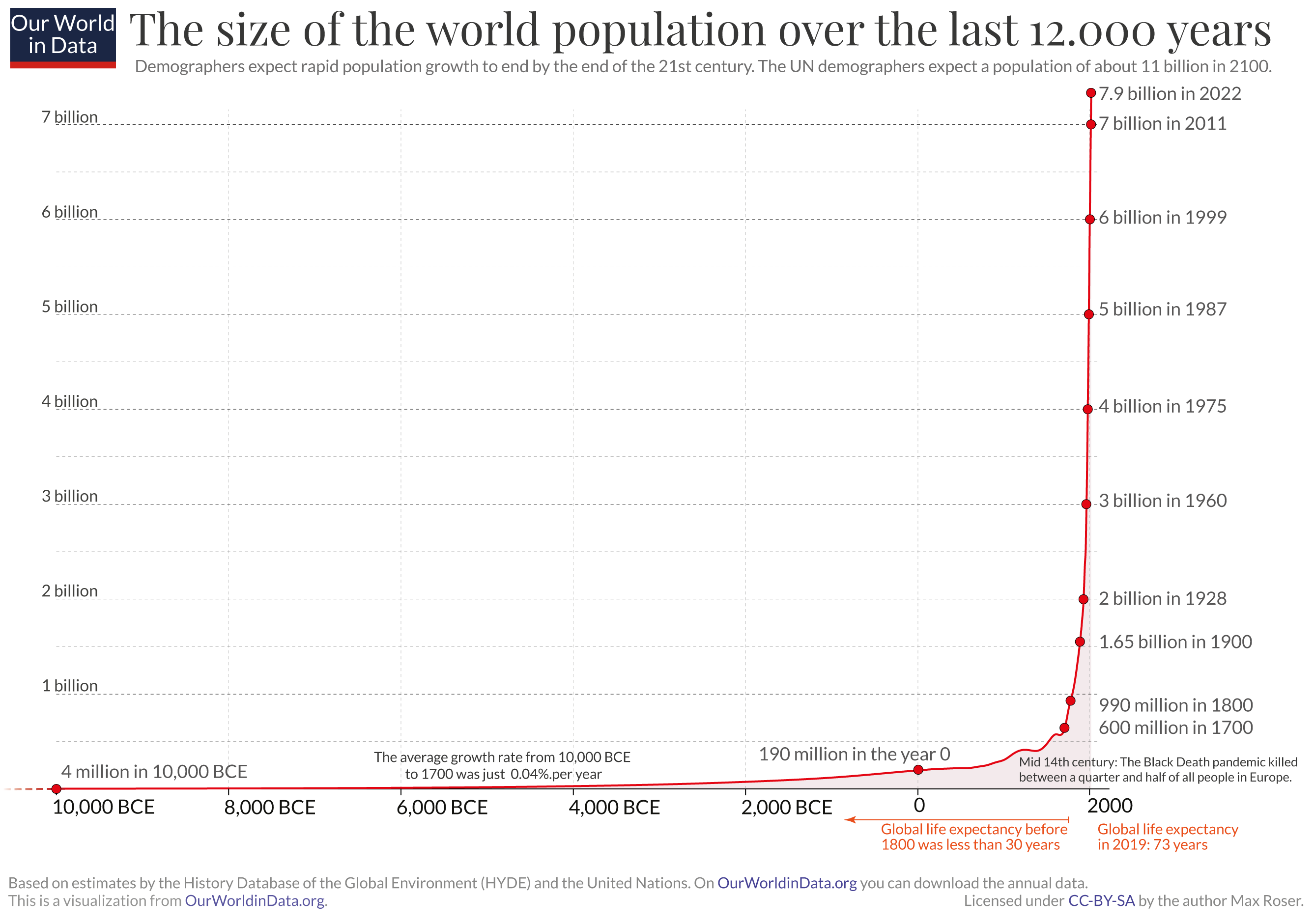
Diagram růstu lidské populace od roku 10 000 př. n. l.

Globální výzvy, jako jsou změna klimatu a Pandemie covidu-19, vedly několik vědců včetně Davida Attenborougha k vyjádření obav o budoucnost planety a její rostoucí lidské populace.
V minulosti se obavy z přelidnění často zakládaly na poznatcích ekonoma Thomase Malthuse, jenž předpovídal, že neustálý růst počtu lidí povede k tragickému vyčerpání přírodních zdrojů.
Jiní odborníci pokládali klesající porodnost za potenciální předzvěst demografické katastrofy. Mnozí demografové však tyto teorie zpochybnili a poukázali na odlišnost populačních trendů v různých zemích. „Populační růst lze v současnosti sledovat v nejchudších zemích světa, zatímco v některých nejbohatších státech začíná populace klesat“ napsal 11. července 2022 hlavní poradce UNFPA pro ekonomiku a demografii Michael Herrmann.
UN DESA předpokládá, že celosvětová populace bude nadále růst, přičemž svého potenciálního odhadovaného vrcholu 10,4 miliardy lidí dosáhne během 80. let 21. století.